# Il purosangue preferisce le bionde
Il purosangue preferisce le bionde (Dude Duck) è un film del 1951 diretto da Jack Hannah. È un cortometraggio animato della serie Donald Duck, prodotto dalla Walt Disney Productions, uscito negli Stati Uniti il 2 marzo 1951 e distribuito dalla RKO Radio Pictures. È stato distribuito anche con i titoli Paperino e il cavallo matto e, a partire dagli anni novanta, Paperino e il cavallo.

## Trama
In un ranch nel deserto americano vi è un cavallo molto pigro e sfaccendato. Un giorno arriva in visita sul posto Paperino, assieme a una comitiva di belle donne. Il cavallo vorrebbe tanto portare in sella una di loro, ma scopre presto che il passeggero a lui assegnato è proprio Paperino. Il cavallo allora, pur di non accompagnare il papero, che cerca in ogni modo di spronarlo, ricorre a vari espedienti, dal fingersi moribondo al travestirsi da toro. Alla fine Paperino riesce a catturare il cavallo con un cappio, ma questi lo inganna, legando invece la corda al collo di un toro selvaggio. Paperino finisce così in groppa al toro, che inizia a correre all'impazzata attraverso il deserto.

## Distribuzione

### Cinema
- Paperino nel far west (1966)[2][3]

### Edizioni home video

#### VHS
- Paperino superstar (febbraio 1991)
- Topolino & C. naturalmente amici (settembre 2001)